# Euryopis duodecimguttata
Euryopis duodecimguttata là một loài nhện trong họ Theridiidae.
Loài này thuộc chi Euryopis. Euryopis duodecimguttata được Lodovico di Caporiacco miêu tả năm 1950.